# تكون التربة
تكوّن التربة أو نشوء التربة (بالإنجليزية: Pedogenesis)‏، هي عملية بطيئة تحول الصخور إلى مادة ناعمة بفعل عمليات كيميائية وفيزيائية وحيوية. تسفر العملية التي تحدث في نظام التربة عن تحويل المادة الأصلية، سواء كانت صخوراً أصلية أو رسوبية، إلى تربة متطورة ذات آفاق مميزة، وتضمحل فيها الصفات الموروثة من المادة الأصلية التي تشكلت منها التربة.

## عمليات تكون التربة
تشمل عمليات تكوّن التربة:
- إضافة المادة إلى نظام التربة.
- فقدان المادة من نظام التربة.
- نقل المادة ضمن نظام التربة.
- إزالة أفقية ورأسية داخل ذلك النظام.
- تحوّل المواد العضوية والمعادن فيه.

وهذه العمليات لا تعمل منفردة، بل تحدث في نظام التربة في آن واحد، وتؤثر كل واحدة منها في العمليات الأخرى، سلباً أو إيجاباً، في ما يعرف باسم التغذية المرتجعة (بالإنجليزية: Feedback)‏.
تدخل فيها عوامل كثيرة.

## عوامل تكون التربة

### مادة الأصل
تتكون مادة الأصل من مواد معدنية أو عضوية أو مزيج منها، فالمواد المعدنية تتكون من عدد كبير من المعادن التي تشكل الصخور المختلفة المتماسكة، أما المواد العضوية فهي مواد غير متماسكة ناتجة من تحلل بقايا النبات والحيوان. وتستمد التربة صفاتها أو خصائصها الطبيعية والكيميائية من مادة الأصل.

### المناخ
تؤثر العوامل المناخية المختلفة، كالرياح والأمطار والثلوج والحرارة في تكوين التربة وتأخذ هذة العوامل زمناً طويلا لتحدث فعلها.

### الطبوغرافية
ويقصد بها الشكل الظاهري لسطح الأرض (التضاريس) من حيث درجة استوائه. تؤثر الطبوغرافية في تكوين التربة عن طريق تأثيرها في كمية المياه التي تمتصها التربة، فكلما زاد انحدار التربة قل امتصاصها للماء وتؤثر درجة الانحدار كذلك في معدل انجراف التربة بالإضافة إلى أنها تساهم في توزيع المواد الذائبة والعالقة في الماء و الرياح وتوجيهها من مكان إلى آخر.

### الكائنات الحية
هي الكائنات الحية الدقيقة إضافة إلى الحيوانات والنباتات الأخرى، حيث يعد الغطاء النباتي العامل الرئيسي الذي يؤثر بشكل ملحوظ في تكوين التربة ، فالنباتات النامية على سطح التربة تشكل عائقاً أمام تدفق المياه الجارية وتأثير الرياح في سطح التربة ومن ثم تزيد من امتصاص التربة للمياه وتحد من انجرافها بواسطة المياه والرياح.

### الزمن
يؤثر عامل الزمن في مقدار التغير الكلي، حيث يختلف تأثير العوامل السابقة في مادة الأصل باختلاف الفترة الزمنية، فتراكم الدبال مثلاً قد يؤدي إلى إكساب التربة لونًا مائلاً للسواد عبر عقود عدة، بينما تأثيره في تغير خواص التربة قد يحتاج إلى مئات السنين.